# Szaleństwa panny Ewy
Szaleństwa panny Ewy – powieść Kornela Makuszyńskiego napisana w 1940 roku, a wydana w 1957 roku.
Szesnastoletnia Ewa Tyszowska, córka znanego mikrobiologa, w związku z rocznym wyjazdem ojca do Chin zostaje umieszczona w domu państwa Szymbartów. Po wielkiej awanturze z panią Szymbartową Ewcia decyduje się na ucieczkę przez okno. Na jej drodze pojawia się malarz Jerzy Zawidzki. Od tej pory życie Ewci obfitować będzie w różne szaleństwa, a ona sama pomoże napotkanym ludziom w sprawach z pozoru beznadziejnych. W szczególności pomaga Jerzemu rozwiązać jego problemy finansowe (poprzez przekonanie wierzyciela do zakupu prac malarza) i jego problemy sercowe związane z piękną córką sąsiada.

## Ekranizacje
- Szaleństwa panny Ewy – polski miniserial z 1983 roku
- Szaleństwa panny Ewy – polski film kinowy z 1984 roku, zrealizowany na podstawie serialu